# Target (przedsiębiorstwo ogrodnicze)
Target S.A. – przedsiębiorstwo działające w branży ogrodniczej, producent artykułów ogrodniczych, preparatów do szamb oraz chemii basenowej.

## Historia
Przedsiębiorstwo Target S.A. powstało w 1991 roku. Przedsiębiorstwo zajmuje się produkcją nawozów, środków ochrony roślin, podłoży, nasion traw, środków insektobójczych, preparatów do szamb czy chemii basenowej w trzech liniach Target, Target Natural i Target Dla Domu.
Firma jako pierwsza w Polsce wprowadziła na rynek sieć hurtowni typu cash and carry – Green and Joy Cash and Carry.

## Działalność
W 2015 roku firma Target została partnerem branżowym VI Forum Branży Ogrodniczej.
Target jest również organizatorem projektu Otwarte Ogrody Gdyni – sieci społecznych ogrodów warzywno-owocowych, powstałych z myślą o integracji społeczności trójmiejskiej i edukacji
Target prowadzi również cykl edukacyjnych filmów z dziedziny ogrodnictwa na kanale YouTube.
Target jest również twórcą aplikacji Dr Kwiatek, umożliwiającej identyfikację choroby bądź szkodnika roślin oraz dobór odpowiedniego preparatu do zwalczenia zagrożenia.

## Nagrody i wyróżnienia
Produkty marki Target otrzymały nagrody:
- Złoty Medal MTP na Targach Gardenia 2017 dla produktu Biosept Active Spray[16]
- Laur Konsumenta 2016 w kategorii: Środki Ochrony Roślin dla Hobbystów[17]
- Kreator Garden Trendów 2016 dla produktu Emulpar Spray[17]
- TOP INNOWACJA 2016 dla produktu Biosept Active[18]
- Lider Rynku 2015 dla Spółki Tamark S.A.[19]
- Złoty Medal MTP na Targach Gardenia 2011 roku dla produktów: Agricolle i Polyversum WP[17].
- TOP INNOWACJA 2010 dla produktu Spintor 240 SC[20]
- Grajmy w Zielone: I miejsce za najciekawszy produkt dla Ogrodu 2009[17]
- Nagroda w kategorii „Ogrodniczy Produkt Roku” – V Targi Ogrodnicze EDEN 2009 – Międzynarodowe Targi Lubelskie[17]
- Nagroda w kategorii „Ogrodniczy Produkt Roku” – IV Targi Ogrodnicze EDEN 2008 – Międzynarodowe Targi Lubelskie[17]